# Haplusia cincta
Haplusia cincta är en tvåvingeart som beskrevs av Ephraim Porter Felt 1912. Haplusia cincta ingår i släktet Haplusia och familjen gallmyggor.
Artens utbredningsområde är Guatemala. Inga underarter finns listade i Catalogue of Life.